# Eurydome (satelit)
Eurydome /e.u.ri'do.me/, cunoscut și sub numele de Jupiter XXXII, este un satelit natural al lui Jupiter . A fost descoperit concomitent cu Hermippe de o echipă de astronomi de la Universitatea din Hawaii condusă de Scott S. Sheppard⁠(d) în 2001 și a primit denumirea temporară S/2001 J 4 .  
Eurydome are aproximativ 3 kilometri în diametru și orbitează în jurul lui Jupiter la o distanță medie de 23.231.000 km în 722,59 zile, la o înclinare de 149° față de ecliptică (147° față de ecuatorul lui Jupiter), într-o direcție retrogradă și cu o excentricitate de 0.3770.
A fost numit în august 2003 după Eurydome⁠(d) din mitologia greacă, care este uneori descrisă drept mama Grațiilor cu Zeus (Jupiter). 
Eurydome aparține grupului Pasiphae, sateliți retrograzi neregulați care orbitează în jurul lui Jupiter la distanțe cuprinse între 22,8 și 24,1 Gm și cu înclinații cuprinse între 144,5° și 158,3°.

Imaginea de descoperire a lui Hermippe și Eurydome împreună, realizată de în decembrie 2001